# 道格·伯登
道格·伯登（英語：Doug Burden，1965年7月29日—），美国男子赛艇运动员。他曾代表美国参加1988年、1992年和1996年夏季奥林匹克运动会赛艇比赛，获得一枚银牌和一枚铜牌。